# Salmo svizzero
Il Salmo Svizzero (Schweizer Psalm in tedesco, Cantique suisse in francese, Psalm Svizzer in romancio) è l'inno nazionale della Svizzera.

## Storia
Composto nel 1841 dal monaco cistercense Alberik Zwyssig (1808-1854) dell'abbazia di Wettingen, venne fin da subito frequentemente cantato in occasione di importanti eventi nazionali. Inizialmente il Consiglio federale declinò più volte la richiesta di riconoscere il Salmo come inno ufficiale nazionale, con l'intento (mai attuato) di rimettere ai cittadini la decisione su quale composizione utilizzare allo scopo.
Dal 1961 il Salmo sostituì provvisoriamente quale inno nazionale il canto Rufst Du mein Vaterland (Ci chiami o Patria in italiano, O Monts indépendants in francese, E clomas, tger paeis in romancio), scritto da Johann Rudolf Wyss (1743-1818) sulla melodia di God Save the King, per poi essere dichiarato ufficialmente inno nazionale in data 1º aprile 1981.
Il 1º gennaio 2014 la Società svizzera d'utilità pubblica (SGG-SSUP), avendo constatato la scarsa diffusione della conoscenza del testo del Salmo tra la popolazione elvetica, lanciò un bando di concorso nazionale per l'ammodernamento e l'aggiornamento dell'inno. Tra le 208 proposte pervenute (alcune delle quali evocanti finanche l'adozione di una nuova melodia), il 12 settembre 2015, in occasione della Festa federale della musica popolare di Aarau, venne selezionata la proposta del cittadino zurighese Werner Widmer, che venne sottoposta all'attenzione del Consiglio federale, incaricato di valutarne o meno l'approvazione.

## Testo
Il testo originario in tedesco di Leonhard Widmer è stato tradotto da tre autori in tutte le lingue ufficiali svizzere. A esse si aggiunge anche una versione non ufficiale in sursilvano (sursilvan, una delle cinque varianti locali del romancio) opera di Alfons Tuor (1871-1904).
| Verso | Testo tedesco di Leonhard Widmer (1809-1867) | Testo francese di Charles Chatelanat (1833-1907) | Testo romancio di Gion Antoni Bühler (1825-1897) | Testo italiano di Camillo Valsangiacomo (1898-1978) |
| ----- | --- | --- | --- | --- |
| 1º    | Trittst im Morgenrot daher, Seh'ich dich im Strahlenmeer, Dich, du Hocherhabener, Herrlicher! Wenn der Alpenfirn sich rötet, Betet, freie Schweizer, betet! Eure fromme Seele ahnt Gott im hehren Vaterland, Gott, den Herrn, im hehren Vaterland.            | Sur nos monts, quand le soleil Annonce un brillant réveil, Et prédit d'un plus beau jour le retour, Les beautés de la patrie Parlent à l'âme attendrie; Au ciel montent plus joyeux Les accents d'un coeur pieux, Les accents émus d'un coeur pieux.                     | En l'aurora la damaun ta salida il carstgaun, spiert etern dominatur, Tutpussent! Cur ch'ils munts straglischan sura, ura liber Svizzer, ura. Mia olma senta ferm, Mia olma senta ferm Dieu en tschiel, il bab etern, Dieu en tschiel, il bab etern.        | Quando bionda aurora, il mattin c'indora L'alma mia T'adora, Re del ciel Quando l'alpe già rosseggia A pregare allor: T'atteggia In favor del patrio suol Cittadino, Dio lo vuol Cittadino, Dio, si Dio lo vuol |
| 2º    | Kommst im Abendglühn daher, Find'ich dich im Sternenheer, Dich, du Menschenfreundlicher, Liebender! In des Himmels lichten Räumen Kann ich froh und selig träumen! Denn die fromme Seele ahnt Gott im hehren Vaterland, Gott, den Herrn, im hehren Vaterland. | Lorsqu'un doux rayon du soir Joue encore dans le bois noir, Le coeur se sent plus heureux près de Dieu. Loin des vains bruits de la plaine, L'âme en paix est plus sereine, Au ciel montent plus joyeux Les accents d'un coeur pieux, Les accents émus d'un coeur pieux. | Er la saira en splendur da las stailas en l'azur tai chattain nus, creatur, Tutpussent! Cur ch'il firmament sclerescha en noss cors fidanza crescha. Mia olma senta ferm, Mia olma senta ferm Dieu en tschiel, il bab etern, Dieu en tschiel, il bab etern. | Se di stelle è un giubilo la celeste sfera Te ritrovo a sera, ò Signor Nella notte silenziosa L'alma mia in Te, riposa Libertà, concordia, amor All'Elvezia serba ognor                                         |
| 3º    | Ziehst im Nebelflor daher, Such'ich dich im Wolkenmeer, Dich, du Unergründlicher, Ewiger! Aus dem grauen Luftgebilde Tritt die Sonne klar und milde, Und die fromme Seele ahnt Gott im hehren Vaterland, Gott, den Herrn, im hehren Vaterland.                | Lorsque dans la sombre nuit La foudre éclate avec bruit, Notre coeur pressent encore le Dieu fort; Dans l'orage et la détresse Il est notre forteresse; Offrons-lui des coeurs pieux: Dieu nous bénira des cieux, Dieu nous bénira du haut des cieux.                    | Ti a nus es er preschent en il stgir dal firmament, ti inperscrutabel spiert, Tutpussent! Tschiel e terra t'obedeschan vents e nivels secundeschan. Mia olma senta ferm, Mia olma senta ferm Dieu en tschiel, il bab etern, Dieu en tschiel, il bab etern.  | Se di nubi un velo m'asconde il Tuo cielo Pel Tuo raggio anelo, Dio d'amor Fuga, ò Sole, quei vapori E mi rendi i Tuoi favori Di mia patria, dè, pietà Brilla, Sol di verità Brilla solo, Sol di verità         |
| 4º    | Fährst im wilden Sturm daher, Bist du selbst uns Hort und Wehr, Du, allmächtig Waltender, Rettender! In Gewitternacht und Grauen Lasst uns kindlich ihm vertrauen! Ja, die fromme Seele ahnt, Gott im hehren Vaterland, Gott, den Herrn, im hehren Vaterland  | Des grands monts vient le secours; Suisse, espère en Dieu toujours! Garde la foi des aïeux, Vis comme eux! Sur l'autel de la patrie Mets tes biens, ton coeur, ta vie! C'est le trésor précieux Que Dieu bénira des cieux, Que Dieu bénira du haut des cieux.            | Cur la furia da l'orcan fa tremblar il cor uman alur das ti a nus vigur, Tutpussent! Ed en temporal sgarschaivel stas ti franc a nus fidaivel. Mia olma senta ferm, Mia olma senta ferm Dieu en tschiel, Il bab etern, Dieu en tschiel, il bab etern.       | Quando rugge e strepita impetuoso il nembo M'è ostel Tuo grembo, ò Signor In te fido, Onnipossente Dè, proteggi nostra gente Libertà, concordia, amor All'Elvezia serba ognor                                   |